# Léo Poldès
Léopold Szeszler dit Léo Poldès, né le 2 décembre 1891 à Paris (IXe arr.), et mort le 18 décembre 1970 dans la même ville (XVIIe arr.) est un journaliste, militant socialiste puis communiste, fondateur et président du Club du Faubourg.